# Friedrich Alexander von Bismarck-Bohlen

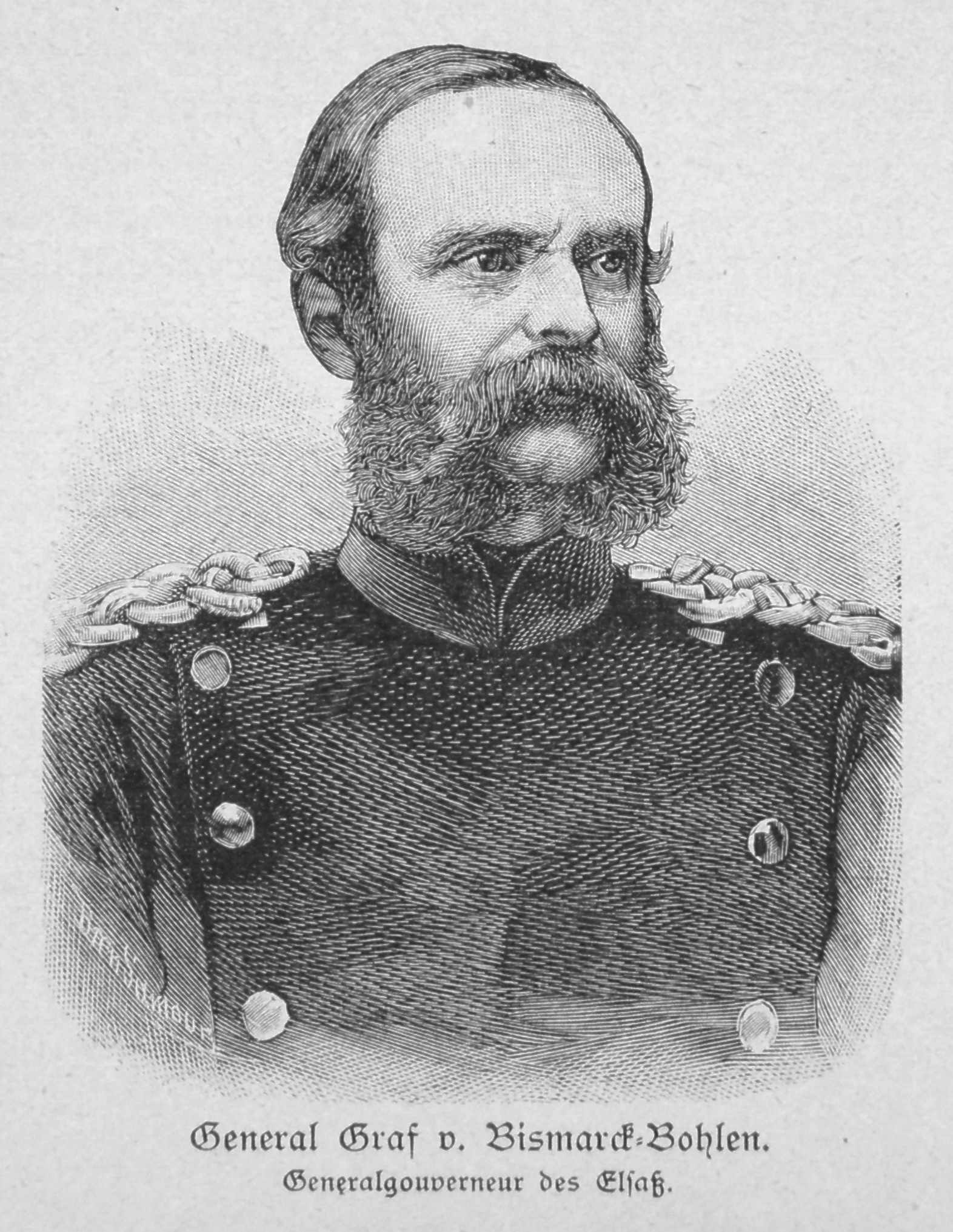
General Graf von Bismarck-Bohlen

Friedrich Alexander Graf von Bismarck-Bohlen

Friedrich Theodor Alexander Graf von Bismarck-Bohlen (* 25. Juni 1818 in Karlsburg, Kreis Greifswald; † 9. Mai 1894 ebenda) war ein preußischer General der Kavallerie.

## Leben

### Herkunft
Friedrich Alexander entstammte dem Adelsgeschlecht Bismarck. Er war der älteste Sohn des preußischen Generalleutnants Theodor von Bismarck-Bohlen (1790–1873) und dessen Ehefrau Caroline, geborene Gräfin von Bohlen (1798–1858). Der Reichskanzler Otto von Bismarck war der Vetter seines Vaters.

### Militärkarriere
Friedrich Alexander von Bismarck-Bohlen wurde auf dem Stammsitz seiner Familie Schloss Karlsburg bei Wolgast geboren und in jungen Jahren im Kadettenkorps in Berlin erzogen, aus dem er 1835 als Sekondeleutnant dem Garde-Dragoner-Regiment der Preußischen Armee überwiesen wurde. 1842 wurde er zum Prinzen Adalbert von Preußen kommandiert, mit dem er Brasilien und andere Länder in Übersee besuchte. Nach seiner Rückkehr erhielt er zwei Jahre Urlaub für den Besuch der Universität Berlin. 1846 wurde er militärischer Berater des Prinzen Friedrich Karl Nikolaus von Preußen, als dieser an der Universität Bonn studierte.
1848 kam er zu seinem Regiment zurück, wurde im Jahr darauf zum Rittmeister befördert und bald Eskadronchef. 1853 verpflichtete ihn König Friedrich Wilhelm IV. von Preußen zur persönlichen Dienstleistung und machte ihn zum Flügeladjutanten. 1856 wurde Bismarck-Bohlen Kommandant der Leibgendarmerie und übernahm 1858 das Garde-Husaren-Regiment. Im Jahre 1859 wurde er zum Oberst befördert und erhielt 1861 das Kommando über die 5. Kavallerie-Brigade in Frankfurt (Oder).

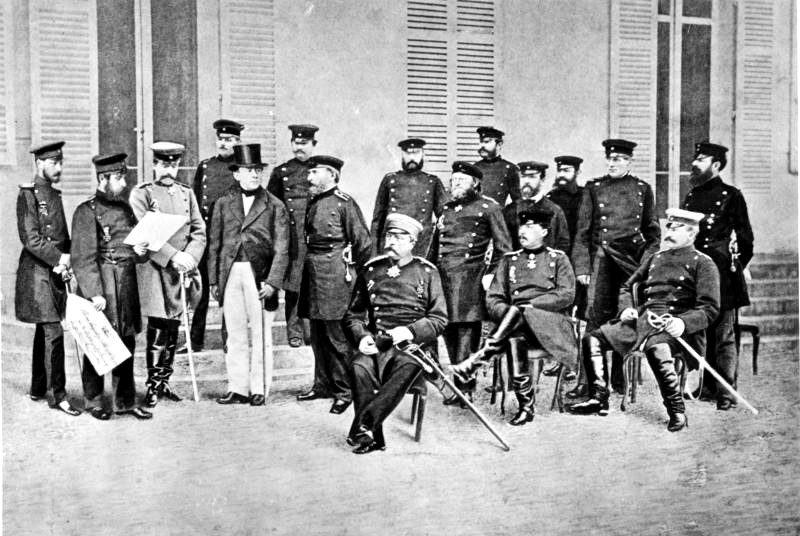
Bismarck-Bohlen (Dritter von links) 1871 im Deutsch-Französischen Krieg, preußisches Hauptquartier in Versailles

1864 wurde er Generalmajor und nahm als solcher im Generalstab des Generalkommandos des Kavalleriekorps der Ersten Armee während des Deutschen Krieg an den Kämpfen bei Münchengrätz, Gitschin, Königgrätz und Blumenau teil.
Im selben Jahr wurde er zum Kommandanten von Hannover ernannt und zum Generalleutnant befördert. 1868 wurde er Kommandant von Berlin und Chef der gesamten Landgendarmerie. Im Krieg gegen Frankreich war Bismarck-Bohlen 1870/71 Generalgouverneur im Elsass. Im August 1871 wurde er mit dem Rang eines Kommandierenden Generals zu den Offizieren der Armee versetzt und am 21. November unter Ernennung zum Generaladjutant des Kaisers mit Pension zur Disposition gestellt. Am 30. März 1873 erhielt Bismarck-Bohlen den Charakter als General der Kavallerie. Das Patent zu diesem Dienstgrad bekam er am 18. September 1880.
Bismarck-Bohlen starb auf seinem Gut Karlsburg. Er war viele Jahre aktiv im Johanniterorden, unter anderem als Rechtsritter und Kommendator.

### Familie
Bismarck-Bohlen war mit Pauline von Below (1825–1889), einer Tochter des Generalleutnants Wilhelm von Below und dessen Ehefrau Auguste, geborene Zimmermann verheiratet. Das Paar hatte folgende Kinder:
- Karoline (1851–1912)
 ⚭ I. am 28. Dezember 1871 in Karlsburg Georg Werner von Arnim-Muskau (1845–1881)
 ⚭ II. am 24. Juli 1889 in Mellenau Traugott Hermann von Arnim-Muskau (1839–1919) ihrem Schwager
- Friedrich Karl (1852–1901), Dragoneroffizier, Reichstagsabgeordneter (1898–1901) ⚭ Helene von Tiele-Winckler (1861–1932)
- Theodor Wilhelm Eberhard (1854–1894), Fideikommissherr auf Karlsburg,[4] ⚭ 1. September 1880 in Miechowitz mit Elisabeth von Behr-Negendank (1861–1936),[5] Tochter von Ulrich von Behr-Negendank
- Marie (1855–1929) ⚭ 27. November 1879 in Karlsburg Hans von Kanitz (1841–1913)
- Johannes Ernst Adolf Karl (1864–1920) ⚭ 13. Januar 1897 Klara Pauline von Wedel (1872–1946), Tochter von Wilhelm von Wedel-Piesdorf